# Ах-Метек
Ах-Мете́к (укр. Ах-Метек, крымскотат. Aq Metek, Акъ Метек) — маловодная река (балка) в пределах Главной гряды Крымских гор, на территории Симферопольского района, левый приток Аяна. Длина водотока 6,6 километра, площадь водосборного бассейна — 7,3 км².

## Название
Слово Ах-Метек этимологически восходит к тюркскому Ак-Мелек, что в переводе означает белый ангел — на правом берегу речки некогда был «азис» — почитаемое у мусульман место.

## География
Река берёт начало на западных склонах Чатыр-Дага, течёт общим направлением на север. У реки, согласно справочнику «Поверхностные водные объекты Крыма», 1 безымянный приток длиной менее 5 км, Ах-Метек впадает в Аян в 0,2 километрах от устья в селе Заречное, водоохранная зона реки установлена в 50 м. Пруд на реке у села Мраморное определён для целей рыбоводства.